# HEC Montreal
A HEC Montreal é uma escola de negócios canadense localizada em Montreal, Canadá. Fundada em 1907, a HEC Montreal é a escola de negócios de pós-graduação da Universidade de Montreal e conhecida como a primeira escola de administração estabelecida no Canadá.
A HEC Montréal ficou em primeiro lugar entre as escolas de negócios do Canadá por seu programa de MBA pela Canadian Business em 2016, 17ª mundialmente entre as escolas de negócios fora dos Estados Unidos pela Forbes e entre as 30 melhores escolas de negócios internacionais pela Bloomberg BusinessWeek em 2015.

## Alumni
- Antoine Arnault: ex-CEO da Berluti[4] e atual CEO da Dior SE.[5]